# Alexander-paladset
Alexander-paladset eller Aleksandrovskij-paladset (russisk: Алекса́ндровский дворе́ц, tr. Aleksándrovskij dvoréts) er et slot i byen Pusjkin (tidligere Tsarskoje Selo), beliggende ca. 48 kilometer syd for Sankt Petersborg i Rusland. Slottet var en af den den russiske kejserfamilies hovedresidenser i 1800- og 1900-tallet.
Slottet blev opført fra 1792 til 1796 for den russiske kejserinde Katarina den Store af den italienske arkitekt Giacomo Quarenghi. Slottet blev opført som residens til hendes yndlingsbarnebarn, den fremtidige kejser Aleksandr 1., til hans bryllup i 1793 med prinsesse Louise af Baden. Alexanderpaladset var, på grund af det privatliv det tilbød, den foretrukne residens for den sidste russiske kejser, Nikolaj 2. og hans familie.
Efter Den Russiske Revolution blev paladset omdannet til et kejserligt museum. Under Anden Verdenskrig blev det brugt som et lokalt center for den tyske hær og blev bevidst ødelagt af tyskerne under deres tilbagetrækning. Det blev senere restaureret og derefter genåbnet som museum.